# Мартанд Рао
Мартанд Рао (гінді मार्तण्डराव होलकर; 1830 —2 червня 1849) — магараджа Індаура у 1833–1834 роках.

## Життєпис
Походив з династії Холкарів. Старший син шріманта Бапу Сахіба. У жовтні 1833 року його усиновили Гаутама Баї і Крішна Баї, які були вдовою та матір'ю померлого магараджі Малхара Рао II відповідно. 17 січня 1834 року відбулася офіційна церемонія сходження на трон. Проте вже 2 лютого повалений військовиками, які поставили на трон іншого представника династії — Харі Рао. Останнього також підтримали британці.
Згодом був відправлений до Пуне, де перебував в ув'язнені. 1844 року після смерті магараджі Ханде Рао II за підтримки знаті намагався повернутися до влади, але не набув підтримки британців. Також не отримав волі. Помер колишній магараджа 1849 року.